# Amaya (Texas)
Amaya es un lugar designado por el censo ubicado en el condado de Zavala en el estado estadounidense de Texas. En el Censo de 2010 tenía una población de 93 habitantes y una densidad poblacional de 156,8 personas por km².

## Geografía
Amaya se encuentra ubicado en las coordenadas 28°42′50″N 99°50′9″O / 28.71389, -99.83583. Según la Oficina del Censo de los Estados Unidos, Amaya tiene una superficie total de 0.59 km², de la cual 0.59 km² corresponden a tierra firme y (0%) 0 km² es agua.

## Demografía
Según el censo de 2010, había 93 personas residiendo en Amaya. La densidad de población era de 156,8 hab./km². De los 93 habitantes, Amaya estaba compuesto por el 96.77% blancos, el 0% eran afroamericanos, el 0% eran amerindios, el 0% eran asiáticos, el 0% eran isleños del Pacífico, el 3.23% eran de otras razas y el 0% pertenecían a dos o más razas. Del total de la población el 100% eran hispanos o latinos de cualquier raza.